# Электросигнал (завод, Новосибирск)
«Электросигнал» — новосибирский завод, осуществляющий разработку и производство различной радиоэлектронной продукции для ряда промышленных отраслей, а также для военных организаций и силовых структур. Помимо производства радиоэлектронной аппаратуры, предприятие задействовано в некоторых других отраслях и выпускает средства вычислительной техники (серверы и компьютеры), инструментальные изделия и т. д. Предприятие принадлежит корпорации «Новосибирский завод Электросигнал». Расположен в Октябрьском районе Новосибирска.

## История

### Воронежский период
Завод был основан 10 сентября 1931 года в Воронеже.

### Эвакуация в Новосибирск
- В сентябре 1941 год. В связи с угрозой вторжения военного противника на территорию Воронежа, Государственным Комитетом Обороны принято решение эвакуировать предприятие в Новосибирск. Десять эшелонов с людьми и техникой были отправлены на восток страны.
- 27 октября 1941 год. Прибывает первый эшелон из Воронежа. Эта дата считается днём рождения предприятия.

Во время Великой Отечественной войны выпуск радиоприёмников был прекращён, предприятие начало производить аппаратуру радиосвязи для нужд Красной Армии. Кроме производства радиопромышленности, завод в военный период осуществляет выпуск финских ножей, гранат, а также хвостовую часть самолетов в помощь соседнему авиационному предприятию.
- 24 декабря 1941 год. Изготовлена первая продукция для потребностей Красной Армии.
- 17 декабря 1942 год. Заработанные заводом денежные средства перечисляются для организации эскадрильи «За Родину».
- 1942—1943 годы. «Электросигнал» награждается Переходящим Красным Знаменем Государственного Комитета Обороны.
- 1944 год. Указом Президиума Верховного Совета СССР заводу присваивается новая награда — Орден Ленина.
- 1945 год. Образована фабрично-заводкая школа ФЗО (ныне СПТУ-5).

### Послевоенный период
- 1945—1946 годы. «Электросигнал» начинает производить радиоприемники 6Н-25 и 7Н-27.
- 1946 год. Две тысячи сто семнадцать работников предприятия получают в награду медаль За доблестный труд в годы Великой Отечественной войны 1941—1945 годов.
- 12 марта 1946 года. Инженеры  Минцер И. С. и Беляев И. А. становятся лауреатами Сталинской премии за производство радиостанции РБМ.
- Сентябрь 1946 года. На предприятии образован вечерний филиал Новосибирского электромеханического техникума.
- 1961 год. Начинается производство радиостанций УКВ диапазона ЖР-5 и ЖР-5М  для железнодорожного транспорта.
- 1964—1965 годы. Завод готовится к производству черно-белых телевизоров. Начинается изготовление телевизоров УНТ-47, а также серийное производство предназначенных для железнодорожного транспорта радиостанций ЖР-3, ЖР-3М коротковолнового диапазона.
- 1975 год. Выпускаются УКВ радиостанции 71РТС А2 для железнодорожного транспорта, а также две новые телевизионные модели «Изумруд 207» и «Изумруд 208».
- 1976 год. Для железнодорожного транспорта осуществляется серийное производство КВ—УКВ радиостанций 42 РТМ—А2—ЧМ. Телевизору «Изумруд-208» присваивается серебряная медаль ВДНХ.
- 11 мая 1981 года. Изготовлен трехмиллионный телевизор «Изумруд».
- 1983—1985 годы. Работники завода принимают участие в строительстве Новосибирского метрополитена.
- 1987 год. Предприятие производит телевизоры цветного изображения с интегральными схемами «Изумруд Ц-276».
- 1989 год. Начало производства телевизора черно-белого изображения 40ТБ-308.

### Российский период
- 1993 год. Новая модель радиостанции РВ-1М поставляется для МПС.
- 1994—1996 годы. Изготовление локомотивных, автомобильных, стационарных и носимых радиостанций серии «Сигнал».
- 1997—1998 годы. Производство различных средств связи «Альфа», маскирующих речь и данные.
- 1999 год. Производство бортовых радиостанций «Орлан-85СТ» для воздушных судов Ту-154, Ту-204, Ту-334, Ил-86, Ил-96. Радиостанции отвечают международным требованиям.
- 2000 год. «Электросигнал» выпускает бортовые радиостанции «Юрок» для Ил-103, Су-49, Ка-226, Ансат.
- 2001 год. Изготовление комплектующих и датчиков скорости для компании АвтоВАЗ.
- 2002—2003 годы. Выпускаются новые поколения радиостанций серии «Полет».
- 2008 год. Усовершенствование комплекса «Альфа» с целью повышения конкурентоспособности техники.
- 2011 год. Завершение модернизации бортовой радиостанции «Юрок-М».

## Продукция
Радиоаппаратура для авиации
- Бортовые радиостанции
- Наземные радиостанции

Радиоаппаратура для железной дороги и метрополитена
- Локомотивные радиостанции
- Стационарные радиостанции
- Возимые радиостанции
- Носимые радиостанции

Радиоаппаратура для силовых структур
- Комплекс цифро-аналоговых средств связи АЛЬФА-160

Радиоаппаратура для промышленности

Радиоаппаратура для ВМФ

## Санкции
24 февраля 2023 года, на фоне вторжения России на Украину, завод включен в санкционный список США «за деятельность в технологическом секторе экономики РФ в области разработки и производства радиоэлектронной аппаратуры для различных отраслей промышленности России и сфер деятельности, в том числе для силовых структур».